# Vimenet
Pour les articles homonymes, voir Vimenet.
Vimenet est une commune française située dans le département de l'Aveyron, en région Occitanie.

## Géographie

### Localisation
La commune est située entre l'Aubrac et le Lévézou.

### Communes limitrophes
Les communes limitrophes sont  Gaillac-d'Aveyron, Palmas d'Aveyron, Pierrefiche, Saint-Martin-de-Lenne et Sévérac d'Aveyron.

### Hydrographie
Le Ruisseau du Cuge, le Ruisseau de Malrieu et le Ruisseau de Serre sont les principaux cours d'eau traversant la commune.

### Climat
Pour des articles plus généraux, voir Climat de l'Occitanie et Climat de l'Aveyron.
En 2010, le climat de la commune est de type climat des marges montargnardes, selon une étude s'appuyant sur une série de données couvrant la période 1971-2000. En 2020, Météo-France publie une typologie des climats de la France métropolitaine dans laquelle la commune est exposée à un climat de montagne et est dans la région climatique Sud-est du Massif Central, caractérisée par une pluviométrie annuelle de 1 000 à 1 500 mm, minimale en été, maximale en automne.
Pour la période 1971-2000, la température annuelle moyenne est de 10,4 °C, avec une amplitude thermique annuelle de 16,1 °C. Le cumul annuel moyen de précipitations est de 1 098 mm, avec 11,4 jours de précipitations en janvier et 6,6 jours en juillet. Pour la période 1991-2020, la température moyenne annuelle observée sur la station météorologique la plus proche, située sur la commune de Saint Geniez d'Olt et d'Aubrac à 8 km à vol d'oiseau, est de 9,0 °C et le cumul annuel moyen de précipitations est de 1 456,2 mm,. Pour l'avenir, les paramètres climatiques de la commune estimés pour 2050 selon différents scénarios d'émission de gaz à effet de serre sont consultables sur un site dédié publié par Météo-France en novembre 2022.

## Urbanisme

### Typologie
Au 1er janvier 2024, Vimenet est catégorisée commune rurale à habitat dispersé, selon la nouvelle grille communale de densité à 7 niveaux définie par l'Insee en 2022.
Elle est située hors unité urbaine. Par ailleurs la commune fait partie de l'aire d'attraction de Rodez, dont elle est une commune de la couronne,. Cette aire, qui regroupe 68 communes, est catégorisée dans les aires de 50 000 à moins de 200 000 habitants,.

## Histoire

### Préhistoire
Des restes de deux dolmens attestent d'une présence préhistorique celtique.

### Antiquité
Des fouilles ont montré une occupation gallo-romaine. D'anciens sarcophages dateraient de l'époque carolingienne.

### Moyen Âge
Vimenet est un ancien village fortifié du XIIIe siècle. La communauté de Vimenet est attestée en 1258, elle dépendait de la baronnie de Sévérac. Une famille bourgeoise, nommée « de Vimenet », résidait dans la commune du XIIe siècle au XIVe siècle. Le fort de Vimenet était en place en 1360. Il a une forme de quadrilatère irrégulier. De ce fort il reste l'emplacement des remparts, deux tours rondes d'angle et deux portails. Le fort a été occupé par les Anglais de 1360 (traité de Brétigny) à 1368. Une riche famille d'agriculteurs, les Costy, résidait dans leur manoir à Aguès (hameau de la commune). Leur généalogie s'étendait de 1290 à 1909.

### Époque contemporaine
Pierre Costy, en 1791, fut le premier maire de la commune.

## Politique et administration
| Période                                  | Période      | Identité        | Étiquette | Qualité                                                                               |
| ---------------------------------------- | ------------ | --------------- | --------- | ------------------------------------------------------------------------------------- |
| 1940                                     | 1945         | M. Ratier       | ?         | Président de la délégation spéciale à la suite de la dissolution du conseil municipal |
| mars 2008                                | 2014         | Roger Lacan     |           |                                                                                       |
| avril 2014                               | juillet 2020 | Nathalie Ricard |           | salarié                                                                               |
| juillet 2020                             | En cours     | Laurent Agator, |           | Artisan                                                                               |
| Les données manquantes sont à compléter. |              |                 |           |                                                                                       |

## Démographie
L'évolution du nombre d'habitants est connue à travers les recensements de la population effectués dans la commune depuis 1793. Pour les communes de moins de 10 000 habitants, une enquête de recensement portant sur toute la population est réalisée tous les cinq ans, les populations de référence des années intermédiaires étant quant à elles estimées par interpolation ou extrapolation. Pour la commune, le premier recensement exhaustif entrant dans le cadre du nouveau dispositif a été réalisé en 2005.

En 2022, la commune comptait 249 habitants, en évolution de +2,05 % par rapport à 2016 (Aveyron : +0,37 %, France hors Mayotte : +2,11 %).
| 1793  | 1800  | 1806  | 1821  | 1831  | 1836  | 1841  | 1846  | 1851  |
| ----- | ----- | ----- | ----- | ----- | ----- | ----- | ----- | ----- |
| 1 043 | 1 071 | 1 200 | 1 008 | 1 200 | 1 152 | 1 014 | 1 064 | 1 066 |

| 1856  | 1861  | 1866  | 1872 | 1876 | 1881 | 1886 | 1891 | 1896 |
| ----- | ----- | ----- | ---- | ---- | ---- | ---- | ---- | ---- |
| 1 044 | 1 065 | 1 009 | 926  | 949  | 862  | 856  | 788  | 732  |

| 1901 | 1906 | 1911 | 1921 | 1926 | 1931 | 1936 | 1946 | 1954 |
| ---- | ---- | ---- | ---- | ---- | ---- | ---- | ---- | ---- |
| 706  | 700  | 651  | 537  | 531  | 489  | 442  | 412  | 410  |

| 1962 | 1968 | 1975 | 1982 | 1990 | 1999 | 2005 | 2006 | 2010 |
| ---- | ---- | ---- | ---- | ---- | ---- | ---- | ---- | ---- |
| 386  | 343  | 275  | 263  | 243  | 233  | 249  | 253  | 257  |

| 2015 | 2020 | 2022 | - | - | - | - | - | - |
| ---- | ---- | ---- | - | - | - | - | - | - |
| 246  | 251  | 249  | - | - | - | - | - | - |

## Économie

### Revenus
En 2018 (données Insee publiées en septembre 2021), la commune compte 115 ménages fiscaux, regroupant 227 personnes. La médiane du revenu disponible par unité de consommation est de 20 550 € (20 640 € dans le département).

### Emploi
| Division       | 2008  | 2013  | 2018  |
| -------------- | ----- | ----- | ----- |
| Commune        | 6,3 % | 7,5 % | 4,1 % |
| Département    | 5,4 % | 7,1 % | 7,1 % |
| France entière | 8,3 % | 10 %  | 10 %  |

En 2018, la population âgée de 15 à 64 ans s'élève à 144 personnes, parmi lesquelles on compte 78,2 % d'actifs (74,1 % ayant un emploi et 4,1 % de chômeurs) et 21,8 % d'inactifs,. En 2018, le taux de chômage communal (au sens du recensement) des 15-64 ans est inférieur à celui de la France et département, alors qu'en 2008 il était supérieur à celui du département et inférieur à celui de la France.
La commune fait partie de la couronne de l'aire d'attraction de Rodez, du fait qu'au moins 15 % des actifs travaillent dans le pôle,. Elle compte 54 emplois en 2018, contre 59 en 2013 et 51 en 2008. Le nombre d'actifs ayant un emploi résidant dans la commune est de 109, soit un indicateur de concentration d'emploi de 50 % et un taux d'activité parmi les 15 ans ou plus de 53,4 %.
Sur ces 109 actifs de 15 ans ou plus ayant un emploi, 39 travaillent dans la commune, soit 36 % des habitants. Pour se rendre au travail, 82 % des habitants utilisent un véhicule personnel ou de fonction à quatre roues, 1,8 % les transports en commun, 6,3 % s'y rendent en deux-roues, à vélo ou à pied et 9,9 % n'ont pas besoin de transport (travail au domicile).

### Activités hors agriculture
29 établissements sont implantés à Vimenet au 31 décembre 2019. Le tableau ci-dessous en détaille le nombre par secteur d'activité et compare les ratios avec ceux du département,.
Le secteur du commerce de gros et de détail, des transports, de l'hébergement et de la restauration est prépondérant sur la commune puisqu'il représente 24,1 % du nombre total d'établissements de la commune (7 sur les 29 entreprises implantées à Vimenet), contre 27,5 % au niveau départemental.

### Agriculture
La commune est dans les Grands Causses, une petite région agricole occupant le sud-est du département de l'Aveyron. En 2020, l'orientation technico-économique de l'agriculture  sur la commune est l'élevage d'ovins ou de caprins.
|               | 1988  | 2000  | 2010  | 2020  |
| ------------- | ----- | ----- | ----- | ----- |
| Exploitations | 35    | 26    | 24    | 21    |
| SAU (ha)      | 1 473 | 1 587 | 1 545 | 1 335 |

Le nombre d'exploitations agricoles en activité et ayant leur siège dans la commune est passé de 35 lors du recensement agricole de 1988  à 26 en 2000 puis à 24 en 2010 et enfin à 21 en 2020, soit une baisse de 40 % en 32 ans. Le même mouvement est observé à l'échelle du département qui a perdu pendant cette période 51 % de ses exploitations,. La surface agricole utilisée sur la commune a également diminué, passant de 1 473 ha en 1988 à 1 335 ha en 2020. Parallèlement la surface agricole utilisée moyenne par exploitation a augmenté, passant de 42 à 64 ha.

## Culture locale et patrimoine

### Lieux et monuments
- Cœur de village : des remparts encerclent le vieux village. Deux grandes tours rondes marquent les angles de l'enceinte. Il y a deux porches d'entrée.
- Église paroissiale Saint-Julien au clocher à peigne du Moyen Âge.
- Cadran solaire.
- La commune abrite une centaine d'abris en pierre sèche, de plan rectangulaire, carré, en fer à cheval, en U selon le cas, ouverts sur un petit côté et couverts par deux encorbellements, par un plafond de dalles ou encore par des pannes portant des lauses selon le cas. Le nom local est « cabane » : la « cabane longue », la « cabane carrée » (d'après la forme ou le plan), la « cabane à Manette » (d'après le nom de l'utilisatrice), la « cabane à Charrié » (d'après le nom du constructeur). Le qualificatif de « caselle » ne leur a été appliqué qu'à partir des années 2000, par l'auteur d'une étude à leur sujet. Au départ cabanes de cultivateurs, elles ont servi, après l'abandon des terres et des vignes, d'abris à des bergers faisant paître leur troupeau dans les friches[18].

### Personnalités liées à la commune
- Julien Rouquette (1871-1927), prêtre français, historien des religions, archiviste.
- Louis Trousselier, vainqueur de tour de France en 1905.
- Jean Delapersonne (fin XVIe-1637), capitaine du château de Sévérac-le-Château (Sévérac-d'Aveyron) sous le vicomte Louis d'Arpajon.